# بريان
بريان إحدى بلديات ولاية غرداية. تقع في الطريق الوطني الجزائري رقم 1، وتبعد عن الجزائر العاصمة بـ: 550 كلم، وعن مقر ولاية غرداية 43 كلم، وعن مدينة القرارة 73 كلم.
سكانها الأصايون هم :بني مزاب اما عرب فهم مجرد رحالة فهم قبيلة من رعات الغنم

## أصل التسمية
هناك حكايتان شهيرتان لأصل التسمية فالأولى عربية والثانية أمازيغية :
1. العربية نسبة لبئر ريان وريان هو من زناخرة من سكان المدية و هم موجودون الآن في الأغواط سكنوا بريان وتم تسمية المنطقة باسم البئر الذي بناه.
2. الأمازيغية نسبة لآت إبرقان وسميت بهذا الاسم نسبة إلى سكانها الأوائل الذين عملو في صناعة البرانس الوبرية أو ما يطلق عليها باللغة المحلية المزابية إبرق جمع إبرقان فأطلق على المدينة اسم آت إبرقان . و معنى آت في اللغة الأمازيغية يعني أهل أو أصحاب . تغيرت التسمية بعد ذلك إلى برقان ثم بريان لسهولة النطق .

## تاريخ
يبقى الاختلاف في تاريخ التأسيس وحول أول من سكن بريان حسب روايتين :
1. لعفافرة وأولاد نوح ( أولاد بناصر وأولاد عابو .. ) ومن معهم من سكّان المبرتخ عندما تمّ تخريب قصرهم، انتقلوا إلى الموقع الحالي لبريان، على ملتقى وادي السودان ووادي بالُّوحْ ( بربورة ). لوحظ أنّ مئدنة بريان نقش عليها تاريخ بنائها عام 1101 هـ.
2. أنشئت سنة : 1060هـ - 1690 م عدة قصص تحكي عن أول من عمر بريان والتي أصل تسميتها تعود ل بئر ريان وهو اسم سيد البئر [3] لكن أشهرها ما يلي : أول من سكن بريان هم عرش اولاد يحي ثم انضمَّ إلى المؤسسين لبريان عرش أولاد يحي الذين كان يسكن فريق منهم مدينة العطف وعرش مخاليف الصحراء الذين يٌطلق عليهم المخاليف الجرب ( نظرا لاصابة ابلهم بداء الجرب )، وقد ساعد الاستعمار الفرنسي في نشر هذه التسمية، نظرا لمواقف أبناء هذا العرش المناهضة للاستعمار، الذين كانوا يسكنون بادية بريان، و اشتهروا بالصيد والفروسية.[4] ثمّ انتقل إليها مؤخرا عرش آل دْبَادْبة الذين كانوا ضاربين خيامهم في واحة بني يزڤـن، بموضع يسمّى أَجُّوجَنْ. كلّ من أولاد يحي وآل دبدابة،

إن المحيطات الأثرية الموجودة في بريان والتي اكتشفت من طرف علماء الآثار والباحثين تشهد علي وجود الإنسان منذ عصور ما قبل التاريخ بالمعنى المعماري أسست في حوالي 1678م كما تعد من أحد القصور السبعة لوادي ميزاب. وقد اشتهر سكانها بالصناعات التقليدية والفلاحة منذ القدم إسنادا إلى ما كتبه المؤرخ الإنجليزي شوٍ SHAW سنة 1730 الذي مر ببريان في طريقه إلى إفريقيا حيث كتب عن السكان وعاداتهم وتاريخهم وكذا استنادا إلى المؤرخ وليام هودسن.

### الثورة التحريرية 1954-1962
شارك السكان كسائر الجزائريين في الثورة التحريرية وكان أن إستشهد منهم الكثير والموجودة رفاتهم في مقبرة الشهداء بالمدينة كما اشار إلى ذلك المجاهد اولاد الطاهر إبراهيم في كتابه «شاهد من بريان».

## النشاط الاقتصادي
تمتاز عن سائر قرى مزاب بشيئين: جودة نسيجها وفلاحتها. تمتاز منسوجاتها الصوفية البيضاء عن منسوجات غيرها من مدن مزاب امتيازا محسوسا مرغوبا فيه. ولأهل بريان عناية خاصة بالفلاحة، ساعدهم عليها موقعها الطبيعي الخصب. يسقي واحة بريان كلّ من أودية بَالُّوحْ والسودان والزَرْڤـي والمداغ.
كما تشتهر مياهها المعدنية بكونها صحية وغنية
الفلاحة ( لاروي وبالوح والبساتين المحيطة بالمدينة ) ، الصناعة ( المنطقة الصناعية وادي السودان، باسة، منطقة طريق غرداية )، التجارة، الحرف، البناء ( تشهد بريان وتيرة سريعة في التطور العمراني )